# 1982 у відеоіграх

## Події

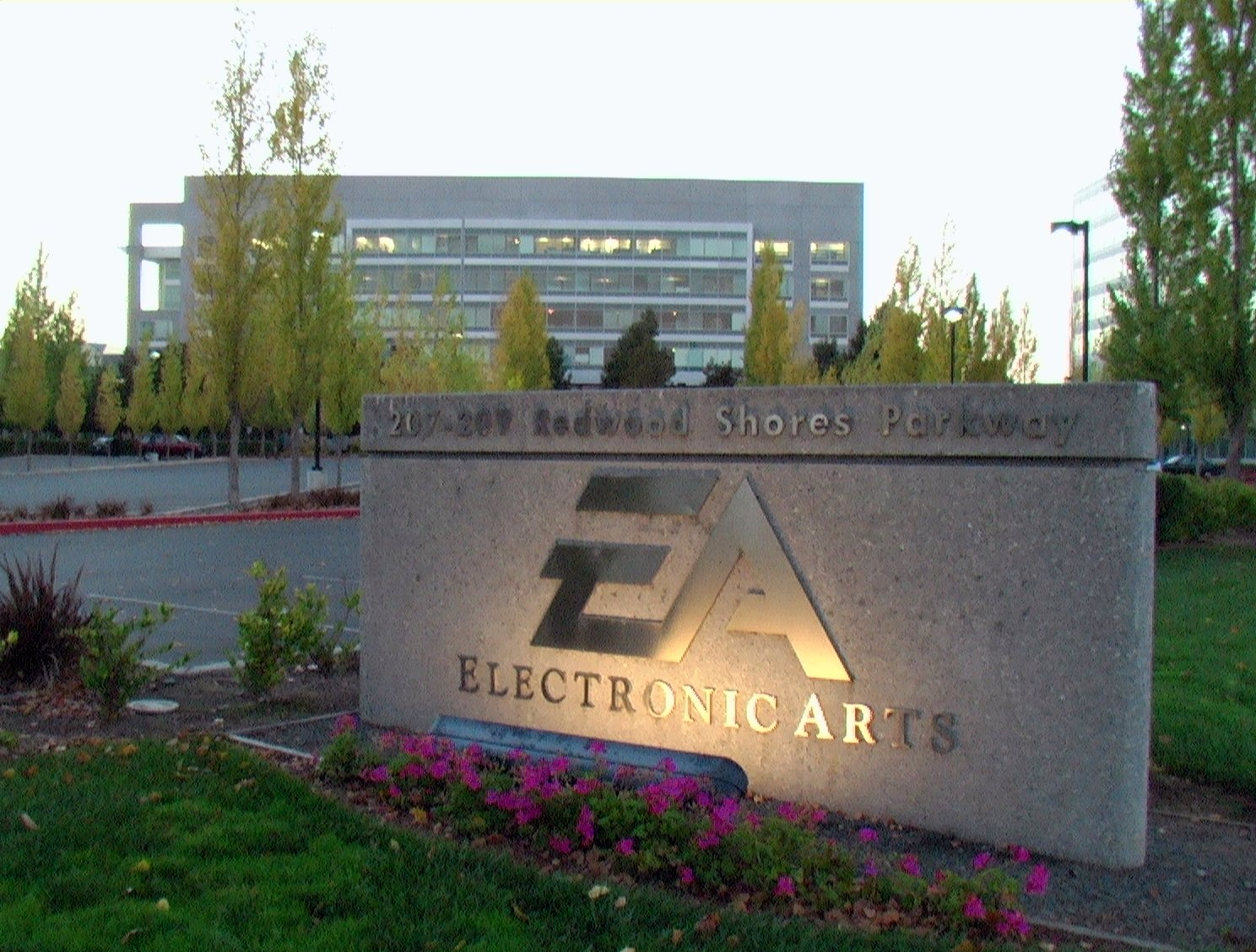
Штаб-квартира компанії Electronic Arts

- 27 грудня на американському телеканалі TBS дебютує шоу «Starcade», присвячене відеоіграм.
- Atari починає продаж гральної консолі Atari 5200.
- Astrocade Inc. (колишня Astrovision) випускає гральну консоль Astrocade.
- Coleco Industries випускає гральну консоль Gemini, клон консолі Atari 2600, пізніше випускає консоль ColecoVision.
- Commodore Business Machines випускає комп'ютер Commodore 64, який і досі є лідером продажів серед моделей комп'ютерів.
- Emerson випускає гральну консоль Arcadia 2001.
- Entrex випускає гральну консоль Adventure Vision.
- General Consumer Electronics випускає гральну консоль Vectrex.
- Sinclair Research випускає комп'ютер ZX Spectrum, який стає найпопулярнішим гральним комп'ютером свого покоління у Великій Британії.

## Релізи
- 13 жовтня — Mystique випускає відеогру для дорослих Custer's Revenge, для консолі Atari 2600.
- Activision випускає ігри Barnstorming та Megamania для консолі Atari 2600.
- Bally/Midway випускає аркаду Tron.
- Gottlieb випускає аркаду Q-Bert.
- Atari випускає E.T. the Extra-Terrestrial, яка стала чи не найбільшим провалом в історії відеоігор та одним з двох головних релізів (разом з версією Pac-Man для консолі Atari 2600), які стали приводом для кризи індустрії відеоігор 1983 року.
- Mattel випускає одну з перших ігор-симуляторів — Utopia, створену Доном Даглоу (англ. Don Daglow) для Intellivision.
- Namco випускає Dig Dug, Pole Position, Super Pac-Man, Pac-Man Plus та Xevious.
- Nintendo випускає аркаду Shigeru Miyamoto's Donkey Kong Jr.
- SEGA випускає аркади Zaxxon і Pengo.
- Starpath випускає гру Dragonstomper (єдину RPG для консолі Atari 2600) та гру Escape From The Mindmaster, також для консолі Atari 2600.
- Warner Communications' Atari випускає аркаду Quantum.
- Williams Electronics випускає аркади Joust та Robotron: 2084.
- Parker Brothers випускає гру Star Wars: The Empire Strikes Back (для Atari 2600 та Intellivision), першу гру на тему «Зоряних воєн».
- Edu-Ware випускає гру Prisoner 2 для Apple II, Atari та IBM PC.
- Sir-tech Software, Inc. випускає Wizardry II: The Knight of Diamonds, другу з ігор серії Wizardry.
- Synapse випускає Necromancer та Shamus для 8-бітного Atari.
- Thinking Rabbit[en] випускає комп'ютерну транспортну головоломку Sokoban.

## Індустрія
- На ринку ігор з'являються компанії Electronic Arts Inc. (28 травня), Lucasfilm Games, MicroProse Software Inc. та Enix Corporation.
- Заснована компанія Ultimate Play The Game, пізніше відома як Rare.